# Полувагон
Полувагон — железнодорожный грузовой вагон с кузовом без крыши, предназначенный для перевозки грузов, не требующих защиты от атмосферных осадков. Полувагон с низким бортом может быть использован не только для сыпучих грузов, но также для перевозки стальных листов, промышленных катушек и прочих больших грузов, допускающих перевозку в открытом виде.

## История

### В России
В России первые полувагоны появились в 1861 году, это были заказанные из-за границы вагоны для Грушевской железной дороги, занимавшейся перевозкой угля. Впоследствии русские заводы скопировали конструкцию и стали изготавливать вагоны самостоятельно. Также переоборудовались под полувагоны крытые вагоны малой ёмкости. Эти вагоны имели малый объём кузова (10 м³) и грузоподъёмность 8,5—10 тонн. В 1890—1900 годах для углевозных дорог было построено большое количество полувагонов. Они имели грузоподъёмность 12,5—15 тонн и имели деревянный кузов и высоту бортов от 70 до 120 см. В Домбровском угольном районе строились и цельнометаллические полувагоны.

### В Соединённых штатах Америки
До открытия железной дороги Baltimore and Ohio Railroad и канала Chesapeake & Ohio Canal значительные объёмы угля перевозились по реке Потомак на плоских лодках, которые называли гондолами по аналогии с гондолами в Венеции. Обычно эти лодки продавались вместе с углём, так как они были просты в изготовлении, и лодочники возвращались обратно пешком. Когда для перевозки угля начали применять железные дороги, открытые вагоны, использовавшиеся для этого, начали называть гондолами вместо использовавшихся до них лодок.
С самого начала для перевозки угля использовались хопперы, в частности ими пользовались на железной дороге Baltimore & Ohio Railroad. Однако, конструкция хопперов не удовлетворяла некоторые железные дороги: главным образом не удовлетворял принцип их разгрузки; кроме того, на маршрутах, где перевозки угля были незначительными, снижалась эффективность от их применения.
Примерно в 1875 году на железной дороге Pensylvania Railroad было стандартизовано два новых вагона. У обоих типов использовался открытый кузов в форме прямоугольного параллелепипеда, то есть нижняя часть вагона была преимущественно плоской. В одном варианте выгрузка производилась через опускание пола под углом по всей его площади (англ. drop-bottom gondola), а во втором варианте — с помощью люков (англ. hopper-bottom gondola). В дальнейшем этот дизайн продолжал совершенствоваться в сторону увеличения вместимости вагона.
В 1882 году появились варианты гондол без каких-либо открывающихся приспособлений в полу, которые могли использоваться уже как платформы. Примерно в 1894 году компанией Ensign Manufacturing Company начали производиться гондолы с дверями по обеим сторонам вагона.
В 1905 году компанией Ralston Steel Car Company была запатентована конструкция гондолы, использовавшая для разгрузки рычажный механизм.

## Конструктивные особенности
Современный полувагон состоит из рамы с установленным на неё кузовом. Стороны кузова делаются из длинных балок, образующих сверху верхний пояс; стороны обшиваются листами стали и снаружи имеют рёбра жесткости. Изнутри кузов также разделяется на небольшие сегменты с помощью поперечных перекладин.
Кузов полувагона в основном не имеет крыши (есть модели со съемной крышей), что обеспечивает удобство погрузки и выгрузки грузов. Полувагон может иметь разгрузочные люки в полу и раскрывающиеся торцевые стенки или глухой кузов.
В правом переднем и левом заднем углу делается скобтрап для того, чтобы можно было попасть внутрь. Грузоподъёмность обычного полувагона в конце ХХ — начале XXI века составляла 69—71 тонну. Норматив времени загрузки полувагона — не более 50 минут.
На одной из торцевых сторон вагона может присутствовать подвесная платформа (англ. false deck, dog-house) для размещения тормозного клапана, поэтому вагон в продольной плоскости может быть не симметричным.

## Типы полувагонов
Полувагоны бывают:
- Люковые — с разгрузочными люками в полу и торцевыми открывающимися внутрь вагона дверями (или без дверей)
- Глуходонные — с кузовом без люка и дверей (глухой кузов), которые служат для перевозки сыпучих грузов по замкнутым маршрутам с разгрузкой на вагоноопрокидывателях. Также популярно использование этого типа полувагонов в контейнерных перевозках по железной дороге.

По количеству колёсных пар выделяют четырёхосные, шестиосные и восьмиосные полувагоны. В настоящее время на железных дорогах бывшего СССР используются только четырёхосные вагоны, тогда как шестиосные и восьмиосные не получили широкого распространения, поскольку создавались в основном для нужд промышленных предприятий, а впоследствии в большинстве своём были списаны по причине неудовлетворительного воздействия на путь и ряда трудностей, возникавших при их эксплуатации.

## Инновационные полувагоны
С января 2016 года в России запрещено продлевать срок службы старых вагонов. Вследствие этого в 2016 году было списано 115 тыс. полувагонов, и на сети РЖД образовался их дефицит, что повлекло отказы в удовлетворении части заявок на грузоперевозки в различных отраслях, в том числе для военно-промышленного комплекса. По состоянию на август 2017 года, в России было 484 тыс. полувагонов. В 2018 году в России построено около 40 тыс. полувагонов, операторская ставка за использование полувагона достигла 1,9 тыс. рублей в сутки; возник риск переизбытка полувагонов на сети РЖД.
С 2014 года в России тремя разными компаниями выпускаются инновационные полувагоны с повышенной нагрузкой до 77 тонн — при одинаковых с обычным затратах на оплату гружёного вагона. По состоянию на середину 2017 года, на железнодорожной сети России всего имелось 71,7 тыс. инновационных полувагонов. Самым крупным владельцем инновационных полувагонов в 2017 году является Первая тяжеловесная компания, располагающая 32 тыс. штук. Стоимость инновационного полувагона при оптовой закупке составляет 38,7 тыс. долларов (около 2 млн 250 тыс. рублей). В 2017 году произошло повышение ставок на использование полувагонов грузовладельцами до 1300 руб./сутки по сравнению с 500—600 руб./сутки в 2016 году, то есть более, чем в 2 раза. Данное обстоятельство вызвало у отдельных грузовых компаний интерес к приобретению инновационных полувагонов; другие, напротив, отказываются брать их в аренду или приобретать из-за высокой стоимости и долгой окупаемости.
По оценкам, в 2017—2022 годах в России может быть приобретено до 140 тыс. инновационных полувагонов, а их доля относительно общего парка полувагонов достигнет 34 %.
По экспертным прогнозам, в 2019 году заводская отпускная цена инновационного полувагона возрастёт до 3,2 млн рублей, что обусловлено повышением цен на металл и колёсные пары.
Специфика инновационных полувагонов позволяет перевозить в них лишь узкую номенклатуру грузов высокой плотности. Продукция меньшей плотности, такая как кокс, металлоконструкции, топливный торф, загрузит инновационные полувагоны максимум на 60 тонн, вследствие чего повышенная грузоподъёмность в 77 тонн окажется невостребованной.

## Производители полувагонов в постсоветском пространстве

### Россия
- Тихвинский вагоностроительный завод
- Абаканвагонмаш
- Алтайвагон
- Брянский машиностроительный завод
- Камбарский машиностроительный завод
- Промтрактор-вагон
- Новокузнецкий вагоностроительный завод
- Орский вагоностроительный завод
- Рославльский вагоноремонтный завод
- Рузаевский завод химического машиностроения
- Уралвагонзавод
- Энгельсский завод металлоконструкций

### Украина
- ПрАО "ДМЗ"
- ГП «Укрспецвагон»
- ООО «Трансмаш» г. Кривой Рог
- ПАО «Дизельный завод», г. Кривой Рог
- ПАО «Днепровагонмаш», г. Каменское
- ОАО «Крюковский ВСЗ»
- ОАО «Стахановский ВСЗ»
- ОАО «Азовмаш»
- ОДО «Попаснянский ВРЗ»

### Белоруссия
- Могилёвский вагоностроительный завод
- Гомельский вагоноремонтный завод